# Jean-Pierre d’Arraing
Pour les articles homonymes, voir Araing (homonymie).
Jean-Pierre d’Arraing est un homme politique français né le 29 août 1756 à Moncayolle (Pyrénées-Atlantiques) et mort le 17 mars 1833 à Mauléon (Pyrénées-Atlantiques).

## Biographie
Jean-Pierre d’Arraing naît le 29 août 1756 à Moncayolle et épouse Anne Madeleine de Carsusan de Sarrabère le 13 octobre 1779, puis, après la mort de celle-ci, avec Anne Magdelon.
Maire de Mauléon en 1788, il est élu député du tiers état aux États généraux de 1789 pour le pays de Soule. Il siège du 20 juin 1789 au 30 septembre 1791 à l’Assemblée constituante. 
Il est conseiller de préfecture jusqu’en 1808.